# 丘柳倫皮里尼山
14°0′29″S 70°10′58″W / 14.00806°S 70.18278°W
丘柳倫皮里尼山（Chullumpirini），是秘魯的山峰，位於該國東南部普諾大區，處於穆魯穆魯尼山西北面，屬於安第斯山脈中卡利亞瓦亞山脈的一部分，海拔高度約5,000米。